# Elektronische Last
Eine elektronische Last ist ein Gerät oder eine Baugruppe, die als Ersatz für einen konventionellen (ohmschen) Lastwiderstand (Eingangswiderstand, Abschlusswiderstand, Außenwiderstand) eingesetzt wird. Im Schaltbild wird sie wie ein Widerstandsbauelement mit einem Rechteck dargestellt und meist als 'R' ohne Index bezeichnet, was für eine beliebige, nicht näher spezifizierte Last steht.

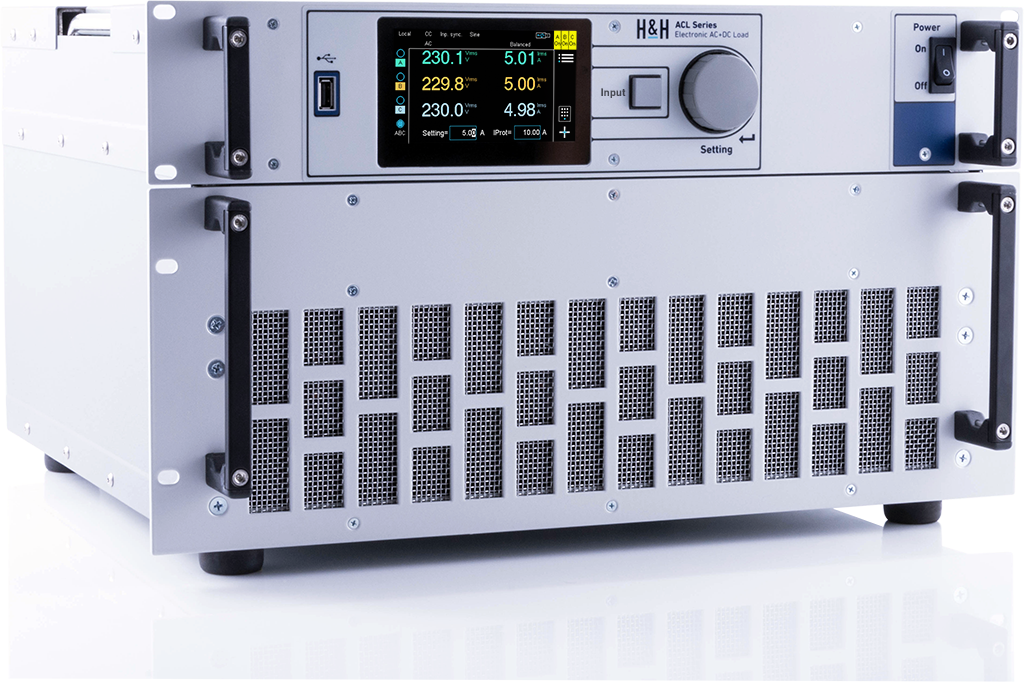
Elektronische AC-Last

Als Gegenstück zur Stromquelle handelt es sich bei der elektronischen Last um eine Stromsenke. Während beim Belasten einer Stromquelle mit einem Festwiderstand immer nur ein bestimmter Laststrom bei einem bestimmten Widerstandswert eingestellt werden kann, ist die Besonderheit der elektronischen Last, dass der Laststrom in einem definierten Bereich einstellbar ist, er wird elektronisch geregelt.
Die von der elektronischen Last aufgenommene elektrische Leistung wird meistens in Wärme umgewandelt, zur Kühlung und Abführung der Abwärme werden Lüfter oder wassergekühlte Elemente verwendet; auch eine Rückspeisung in das öffentliche Stromversorgungsnetz ist unter bestimmten Voraussetzungen möglich.
Elektronische Lasten werden in verschiedenen Applikationen eingesetzt, vor allem zur Prüfung von
- Netz- und Steuergeräten
- Batterien
- Brennstoff- und Solarzellen
- Generatoren;

Wechselstromlasten zum Testen von
- Transformatoren
- Unterbrechungsfreien Stromversorgungen (USVs)
- Bordnetzen.

Das Leistungs- und Ausstattungsspektrum dieser Geräte beginnt bei einfachen Schaltkreisen, die im Wesentlichen aus einem Potentiometer zur Sollwerteinstellung und einem Lastkreis bestehen. Der Lastkreis wird z. B. aus einem Leistungs-MOSFET gebildet, welcher die aufgenommene Leistung in Wärme umsetzt. Bei weiterentwickelten elektronischen Lasten sind mehrere Betriebsarten vorhanden, meistens sind dieses Konstantstrom, -spannung, -leistung und -widerstand. Außerdem gehört heutzutage die Ansteuerbarkeit über analoge oder digitale Steuersignale von einem Steuergerät wie speicherprogrammierbare Steuerung oder PC zum Betriebsumfang. Damit können auch spezielle Lastformen wie kurzzeitige Impulslasten oder bestimmtes Einschaltverhalten mit unterschiedlichen Lastverläufen von Verbrauchern wiederholbar nachgebildet werden. Sollwerte und gemessene Größen wie Eingangsspannung und tatsächlicher Laststrom werden analog oder digital angezeigt bzw. über die Kontrollschnittstellen übermittelt.

## Funktionsbeispiel

Schaltskizze einer elektronischen Last

Nebenstehende Schaltskizze soll das Funktionsprinzip einer elektronischen Last verdeutlichen: Mit dem Potentiometer an der Basis des Transistors wird eine Emitterspannung eingestellt, so dass durch den Lastwiderstand ein bestimmter Strom fließt.
Hat der Lastwiderstand z. B. einen ohmschen Widerstand von {\displaystyle R=1\,\Omega } und stellt man eine Emitterspannung von {\displaystyle U=1\,\mathrm {V} } ein, die auch am Lastwiderstand anliegt, so fließt durch diesen ein Strom von {\displaystyle I={\tfrac {U}{R}}={\tfrac {1\,\mathrm {V} }{1\,\Omega }}=1\,\mathrm {A} }.
Aufbauend auf diesem Schema lassen sich reale elektronische Lasten herstellen, die allerdings zur Stabilisierung der Last über eine Regelung verfügen. Eine Stabilisierung der Last ist oft sinnvoll, um z. B. die Temperaturabhängigkeit des Widerstands und der Elektronik zu kompensieren.